# Jodie Rimmer
Jodie Rimmer (ur. 1974 w Auckland) – nowozelandzka aktorka filmowa, teatralna i telewizyjna.

## Kariera aktorska
Swoją karierę aktorską rozpoczęła w 1990 roku, występując w różnych serialach i filmach telewizyjnych jak The Rouge Stallion, Zmienić skórę, Xena: Wojownicza księżniczka czy Młody Herkules. W 1999 roku zagrała prostytutkę Siggy w filmie fabularnym Athiny Tsoulis I'll Make You Happy.
W latach 2002−2003 wcieliła się w rolę Kathryn Moore, najlepszej przyjaciółki Melissy w serialu komediowo-obyczajowym – Męski striptiz.
Międzynarodową publiczność przyniosła w 2004 roku rola Jackie w filmie wyreżyserowanym przez Brada McGanna W kryjówce mojego ojca obok Matthew Macfadyena i Emily Barclay. Rok później została zwyciężczynią w kategorii dla najlepszej aktorki w roli drugoplanowej podczas New Zealand Screen Awards.
Następnie pojawiła się w różnych sztukach teatralnych takich jak Insignificance (2004), The Jungle (2006) i Rabbit (2008) w Teatrze Silo w Auckland.
W 2009 roku Jodie zagrała rolę Joanne w filmie Paula Middleditcha Miasto rozstań u boku Joela Edgertona, Rhony Mitra, Danielle Cormack i Thomasa Kretschmanna.

## Życie prywatne
W połowie 1990 roku, Rimmer miała romans z aktorem Joelem Tobeckiem. Od 1 stycznia 2011 roku jest żoną prawnika Tima Rileya. Ich syn urodził się w marcu 2010 roku.

## Filmografia
| Rok  | Tytuł                  | Rola          |
| ---- | ---------------------- | ------------- |
| 1990 | The Rouge Stallion     | Ginny Garrett |
| 1999 | I'll Make You Happy    | Siggy         |
| 2001 | Zmienić skórę          | Daisy         |
| 2003 | Jedno życzenie         | Zoe           |
| 2004 | W kryjówce mojego ojca | Jackie        |
| 2004 | Not Only But Always    | Wendy Snowden |
| 2009 | Miasto rozstań         | Joanne        |

| Rok       | Tytuł                        | Rola                              | Notatka                                                   |
| --------- | ---------------------------- | --------------------------------- | --------------------------------------------------------- |
| 1992      | Shortland Street             | Danni / Samara Hindmarsh / Stacey | serial telewizyjny                                        |
| 1995      | Riding High                  | Tiffany                           | 4 odcinki                                                 |
| 1998      | Xena: Wojownicza księżniczka | Seraphin                          | Odcinek: „Sacrifice: Part 1” Odcinek: „Sacrifice: Part 2” |
| 1998−1999 | Młody Herkules               | Lilith                            | 26 odcinków                                               |
| 1999      | Herkules                     | Seska / Ceska                     | 2 odcinki                                                 |
| 2002−2003 | Męski striptiz               | Kathryn Moore                     | serial telewizyjny                                        |